# Danh sách cầu thủ tham dự Cúp bóng đá Nam Mỹ 2001
Sau đây là đội hình các đội tuyển tham dự Cúp bóng đá Nam Mỹ 2001.

## Bảng A

### Chile
Huấn luyện viên: Pedro García Barros

| Số | VT | Cầu thủ             | Ngày sinh (tuổi)            | Trận | Bàn | Câu lạc bộ           |
| -- | -- | ------------------- | --------------------------- | ---- | --- | -------------------- |
| 1  | TM | Sergio Vargas       | 17 tháng 8, 1965 (35 tuổi)  |      |     | Universidad de Chile |
| 2  | HV | Mauricio Pozo       | 16 tháng 8, 1970 (30 tuổi)  |      |     | Cobreloa             |
| 3  | TV | Claudio Maldonado   | 3 tháng 1, 1980 (21 tuổi)   |      |     | São Paulo            |
| 4  | HV | David Henríquez     | 12 tháng 7, 1977 (23 tuổi)  |      |     | Colo-Colo            |
| 5  | HV | Luis Fuentes        | 14 tháng 8, 1971 (29 tuổi)  |      |     | Cobreloa             |
| 6  | HV | Pedro Reyes         | 13 tháng 11, 1972 (28 tuổi) |      |     | AJ Auxerre           |
| 7  | HV | Eros Pérez          | 3 tháng 6, 1976 (25 tuổi)   |      |     | Colón                |
| 8  | TV | Alejandro Osorio    | 24 tháng 9, 1976 (24 tuổi)  |      |     | Estudiantes La Plata |
| 9  | TĐ | Reinaldo Navia      | 10 tháng 5, 1978 (23 tuổi)  |      |     | Tecos                |
| 10 | TĐ | Manuel Neira        | 12 tháng 10, 1977 (23 tuổi) |      |     | Unión Española       |
| 11 | TV | Rodrigo Valenzuela  | 29 tháng 11, 1975 (25 tuổi) |      |     | León                 |
| 12 | TM | Carlos Toro         | 4 tháng 2, 1976 (25 tuổi)   |      |     | Santiago Wanderers   |
| 13 | TĐ | Marcelo Corrales    | 20 tháng 2, 1971 (30 tuổi)  |      |     | San Felipe           |
| 14 | HV | Mauricio Aros       | 9 tháng 3, 1976 (25 tuổi)   |      |     | Universidad de Chile |
| 15 | TĐ | Cristian Montecinos | 19 tháng 12, 1970 (30 tuổi) |      |     | Deportes Concepción  |
| 16 | HV | Ricardo Rojas       | 7 tháng 5, 1974 (27 tuổi)   |      |     | América              |
| 17 | TV | Moises Villarroel   | 12 tháng 2, 1976 (25 tuổi)  |      |     | Santiago Wanderers   |
| 18 | TV | Marco Villaseca     | 15 tháng 3, 1975 (26 tuổi)  |      |     | Colo Colo            |
| 19 | TV | Pablo Galdames      | 26 tháng 6, 1974 (27 tuổi)  |      |     | Cruz Azul            |
| 20 | TV | Rodrigo Núñez       | 5 tháng 2, 1977 (24 tuổi)   |      |     | Santiago Wanderers   |
| 21 | HV | Rodrigo Barra       | 24 tháng 9, 1975 (25 tuổi)  |      |     | Santiago Wanderers   |
| 22 | TM | Nelson Tapia (c)    | 22 tháng 6, 1966 (35 tuổi)  |      |     | no club              |

### Colombia
Huấn luyện viên: Francisco Maturana

| Số | VT | Cầu thủ               | Ngày sinh (tuổi)            | Trận | Bàn | Câu lạc bộ             |
| -- | -- | --------------------- | --------------------------- | ---- | --- | ---------------------- |
| 1  | TM | Óscar Córdoba         | 9 tháng 2, 1970 (31 tuổi)   |      |     | Boca Juniors           |
| 2  | HV | Iván Córdoba (c)      | 11 tháng 8, 1976 (24 tuổi)  |      |     | Internazionale         |
| 3  | HV | Mario Yepes           | 13 tháng 1, 1976 (25 tuổi)  |      |     | River Plate            |
| 4  | HV | Roberto Carlos Cortés | 20 tháng 6, 1977 (24 tuổi)  |      |     | Independiente Medellín |
| 5  | HV | Andrés Orozco         | 18 tháng 3, 1979 (22 tuổi)  |      |     | Independiente Medellín |
| 6  | TV | Fabián Andrés Vargas  | 17 tháng 4, 1980 (21 tuổi)  |      |     | América de Cali        |
| 7  | TĐ | Elson Becerra         | 26 tháng 4, 1978 (23 tuổi)  |      |     | Deportes Tolima        |
| 8  | TV | David Ferreira        | 9 tháng 8, 1979 (21 tuổi)   |      |     | América de Cali        |
| 10 | TĐ | Víctor Aristizábal    | 9 tháng 12, 1971 (29 tuổi)  |      |     | Deportivo Cali         |
| 11 | TĐ | Eulalio Arriaga       | 19 tháng 9, 1975 (25 tuổi)  |      |     | Atlético Junior        |
| 12 | TM | Miguel Angel Calero   | 14 tháng 4, 1971 (30 tuổi)  |      |     | Pachuca                |
| 13 | TV | John Restrepo         | 22 tháng 8, 1977 (23 tuổi)  |      |     | Independiente Medellín |
| 14 | HV | Iván López            | 13 tháng 5, 1978 (23 tuổi)  |      |     | Santa Fe               |
| 15 | TĐ | Elkin Murillo         | 20 tháng 9, 1977 (23 tuổi)  |      |     | Deportivo Cali         |
| 16 | HV | Jersson González      | 16 tháng 2, 1975 (26 tuổi)  |      |     | América de Cali        |
| 17 | TV | Juan Carlos Ramírez   | 22 tháng 3, 1972 (29 tuổi)  |      |     | Atlético Junior        |
| 18 | TĐ | Jairo Castillo        | 17 tháng 11, 1977 (23 tuổi) |      |     | Vélez Sársfield        |
| 19 | TV | Freddy Grisales       | 22 tháng 9, 1975 (25 tuổi)  |      |     | Atlético Nacional      |
| 20 | HV | Gerardo Bedoya        | 26 tháng 9, 1975 (25 tuổi)  |      |     | Deportivo Cali         |
| 21 | TV | Oscar Diaz Asprilla   | 6 tháng 6, 1972 (29 tuổi)   |      |     | Tuluá                  |
| 23 | TV | Mauricio Molina       | 30 tháng 4, 1980 (21 tuổi)  |      |     | Envigado               |
| 24 | TV | Giovanni Hernández    | 16 tháng 6, 1976 (25 tuổi)  |      |     | Deportivo Cali         |

### Ecuador
Huấn luyện viên:  Hernán Darío Gómez

| Số | VT | Cầu thủ                 | Ngày sinh (tuổi)            | Trận | Bàn | Câu lạc bộ      |
| -- | -- | ----------------------- | --------------------------- | ---- | --- | --------------- |
| 1  | TM | José Francisco Cevallos | 17 tháng 4, 1971 (30 tuổi)  |      |     | Barcelona       |
| 2  | HV | Augusto Porozo          | 13 tháng 4, 1974 (27 tuổi)  |      |     | Emelec          |
| 3  | HV | Iván Hurtado            | 16 tháng 8, 1974 (26 tuổi)  |      |     | Tigres UANL     |
| 4  | HV | Ulises de la Cruz       | 8 tháng 2, 1974 (27 tuổi)   |      |     | Barcelona       |
| 5  | TV | Juan Carlos Burbano     | 15 tháng 2, 1969 (32 tuổi)  |      |     | El Nacional     |
| 6  | HV | Raúl Guerrón            | 12 tháng 10, 1976 (24 tuổi) |      |     | Deportivo Quito |
| 7  | TV | Juan Aguinaga           | 4 tháng 1, 1978 (23 tuổi)   |      |     | ESPOLI          |
| 8  | TĐ | Ebelio Ordóñez          | 3 tháng 11, 1973 (27 tuổi)  |      |     | El Nacional     |
| 9  | TĐ | Félix Borja             | 2 tháng 4, 1983 (18 tuổi)   |      |     | El Nacional     |
| 10 | TV | Álex Aguinaga (c)       | 9 tháng 7, 1968 (33 tuổi)   |      |     | Necaxa          |
| 11 | TĐ | Agustín Delgado         | 23 tháng 12, 1974 (26 tuổi) |      |     | Necaxa          |
| 12 | TM | Oswaldo Ibarra          | 8 tháng 9, 1969 (31 tuổi)   |      |     | El Nacional     |
| 13 | TĐ | Ángel Fernández         | 2 tháng 8, 1971 (29 tuổi)   |      |     | El Nacional     |
| 14 | HV | Walter Ayoví            | 11 tháng 8, 1979 (21 tuổi)  |      |     | Emelec          |
| 15 | TV | Marlon Ayoví            | 27 tháng 9, 1971 (29 tuổi)  |      |     | Deportivo Quito |
| 16 | TV | Cléber Chalá            | 29 tháng 6, 1971 (30 tuổi)  |      |     | El Nacional     |
| 17 | HV | Giovanny Espinoza       | 12 tháng 4, 1977 (24 tuổi)  |      |     | Aucas           |
| 18 | HV | Alfonso Obregón         | 12 tháng 5, 1972 (29 tuổi)  |      |     | Delfin          |
| 19 | TV | Édison Méndez           | 16 tháng 3, 1979 (22 tuổi)  |      |     | Deportivo Quito |
| 20 | TV | Edwin Tenorio           | 16 tháng 6, 1976 (25 tuổi)  |      |     | Aucas           |
| 21 | TV | Wellington Sánchez      | 19 tháng 6, 1974 (27 tuổi)  |      |     | Emelec          |
| 23 | HV | Jorge Guagua            | 28 tháng 9, 1981 (19 tuổi)  |      |     | El Nacional     |

### Venezuela
Huấn luyện viên: Richard Páez

| Số | VT | Cầu thủ             | Ngày sinh (tuổi)            | Trận | Bàn | Câu lạc bộ            |
| -- | -- | ------------------- | --------------------------- | ---- | --- | --------------------- |
| 1  | TM | Rafael Dudamel      | 7 tháng 1, 1973 (28 tuổi)   |      |     | Deportivo Cali        |
| 2  | HV | Luis Vallenilla     | 13 tháng 3, 1974 (27 tuổi)  |      |     | Deportivo Táchira     |
| 3  | HV | José Manuel Rey     | 20 tháng 5, 1975 (26 tuổi)  |      |     | Caracas               |
| 4  | HV | Wilfredo Alvarado   | 4 tháng 10, 1970 (30 tuổi)  |      |     | Nacional Táchira      |
| 5  | TV | Miguel Mea Vitali   | 19 tháng 2, 1981 (20 tuổi)  |      |     | Lleida                |
| 6  | HV | Elvis Martínez      | 4 tháng 10, 1970 (30 tuổi)  |      |     | Deportivo Táchira     |
| 7  | TĐ | Daniel Noriega      | 30 tháng 3, 1977 (24 tuổi)  |      |     | Unión de Santa Fe     |
| 8  | TV | Luis Vera (c)       | 9 tháng 3, 1973 (28 tuổi)   |      |     | Caracas               |
| 9  | TĐ | Alexander Rondón    | 30 tháng 8, 1977 (23 tuổi)  |      |     | Caracas               |
| 10 | TV | Gabriel Urdaneta    | 7 tháng 1, 1976 (25 tuổi)   |      |     | Lucerne               |
| 11 | TV | Ricardo Páez        | 9 tháng 2, 1979 (22 tuổi)   |      |     | Nacional Táchira      |
| 12 | TM | Manuel Sanhouse     | 16 tháng 7, 1975 (25 tuổi)  |      |     | Caracas               |
| 13 | HV | Leonel Vielma       | 30 tháng 8, 1978 (22 tuổi)  |      |     | Estudiantes de Mérida |
| 14 | TV | Leopoldo Jiménez    | 22 tháng 5, 1978 (23 tuổi)  |      |     | Deportivo Italchacao  |
| 15 | TV | Giovanni Pérez      | 14 tháng 10, 1974 (26 tuổi) |      |     | Deportivo Italchacao  |
| 16 | TĐ | Cristian Cásseres   | 29 tháng 6, 1977 (24 tuổi)  |      |     | La Piedad             |
| 17 | TV | Jorge Alberto Rojas | 10 tháng 1, 1977 (24 tuổi)  |      |     | Caracas               |
| 18 | TV | Juan Arango         | 16 tháng 5, 1980 (21 tuổi)  |      |     | Monterrey             |
| 19 | HV | Rafael Mea Vitali   | 17 tháng 2, 1975 (26 tuổi)  |      |     | Caracas               |
| 20 | TV | Héctor Gonzalez     | 11 tháng 4, 1977 (24 tuổi)  |      |     | Caracas               |
| 22 | TM | Renny Vega          | 4 tháng 7, 1979 (22 tuổi)   |      |     | Nacional Táchira      |

## Bảng B

### Brasil
Huấn luyện viên: Luiz Felipe Scolari

| Số | VT | Cầu thủ              | Ngày sinh (tuổi)            | Trận | Bàn | Câu lạc bộ          |
| -- | -- | -------------------- | --------------------------- | ---- | --- | ------------------- |
| 1  | TM | Marcos               | 4 tháng 8, 1973 (27 tuổi)   |      |     | Palmeiras           |
| 2  | HV | Juliano Belletti     | 20 tháng 6, 1976 (25 tuổi)  |      |     | São Paulo           |
| 3  | HV | Cris                 | 3 tháng 6, 1977 (24 tuổi)   |      |     | Corinthians         |
| 4  | HV | Roque Júnior         | 31 tháng 8, 1976 (24 tuổi)  |      |     | Milan               |
| 5  | TV | Eduardo Costa        | 23 tháng 9, 1982 (18 tuổi)  |      |     | Grêmio              |
| 6  | HV | Roger                | 25 tháng 4, 1975 (26 tuổi)  |      |     | Grêmio              |
| 7  | TV | Geovanni             | 11 tháng 1, 1980 (21 tuổi)  |      |     | Cruzeiro            |
| 8  | TV | Emerson (c)          | 4 tháng 4, 1976 (25 tuổi)   |      |     | Roma                |
| 9  | TĐ | Guilherme            | 8 tháng 5, 1974 (27 tuổi)   |      |     | Atlético Mineiro    |
| 10 | TV | Juninho Paulista     | 22 tháng 2, 1973 (28 tuổi)  |      |     | Vasco da Gama       |
| 11 | TV | Denílson             | 24 tháng 8, 1977 (23 tuổi)  |      |     | Real Betis          |
| 12 | TM | Dida                 | 7 tháng 10, 1973 (27 tuổi)  |      |     | Corinthians         |
| 13 | HV | Alessandro           | 21 tháng 9, 1977 (23 tuổi)  |      |     | Atlético Paranaense |
| 14 | HV | Luisão               | 13 tháng 2, 1981 (20 tuổi)  |      |     | Cruzeiro            |
| 15 | HV | Juan                 | 1 tháng 2, 1979 (22 tuổi)   |      |     | Flamengo            |
| 16 | HV | Júnior               | 20 tháng 6, 1973 (28 tuổi)  |      |     | Parma               |
| 17 | TV | Juninho Pernambucano | 30 tháng 1, 1975 (26 tuổi)  |      |     | Vasco da Gama       |
| 18 | TV | Fábio Rochemback     | 10 tháng 12, 1981 (19 tuổi) |      |     | Internacional       |
| 19 | TV | Fernando             | 3 tháng 5, 1981 (20 tuổi)   |      |     | Juventude           |
| 20 | TV | Alex                 | 14 tháng 9, 1977 (23 tuổi)  |      |     | Palmeiras           |
| 21 | TĐ | Ewerthon             | 10 tháng 6, 1981 (20 tuổi)  |      |     | Corinthians         |
| 22 | TĐ | Mário Jardel         | 18 tháng 9, 1973 (27 tuổi)  |      |     | Galatasaray         |

### México
Huấn luyện viên: Javier Aguirre
| Số | Vt | Cầu thủ                 | Ngày sinh (tuổi)            | Số trận | Câu lạc bộ       |
| -- | -- | ----------------------- | --------------------------- | ------- | ---------------- |
| 1  | TM | Oswaldo Sánchez         | 21 tháng 9, 1973 (27 tuổi)  |         | Guadalajara      |
| 2  | HV | Alberto Rodríguez       | 1 tháng 4, 1974 (27 tuổi)   |         | Pachuca          |
| 3  | HV | Heriberto Morales       | 10 tháng 3, 1975 (26 tuổi)  |         | Monarcas Morelia |
| 4  | HV | Rafael Márquez          | 13 tháng 2, 1979 (22 tuổi)  |         | Monaco           |
| 5  | HV | Manuel Vidrio           | 23 tháng 8, 1972 (28 tuổi)  |         | Pachuca          |
| 6  | TV | Gerardo Torrado         | 30 tháng 4, 1979 (22 tuổi)  |         | Tenerife         |
| 7  | HV | Octavio Valdez          | 7 tháng 12, 1973 (27 tuổi)  |         | América          |
| 8  | TV | Alberto García Aspe (c) | 11 tháng 5, 1967 (34 tuổi)  |         | Puebla           |
| 9  | TĐ | Jared Borgetti          | 14 tháng 8, 1973 (27 tuổi)  |         | Santos           |
| 10 | TV | Cesáreo Victorino       | 19 tháng 3, 1979 (22 tuổi)  |         | Cruz Azul        |
| 11 | TĐ | Daniel Osorno           | 16 tháng 3, 1979 (22 tuổi)  |         | Atlas            |
| 12 | TM | Oscar Pérez             | 1 tháng 2, 1973 (28 tuổi)   |         | Cruz Azul        |
| 13 | TV | Sigifredo Mercado       | 21 tháng 12, 1968 (32 tuổi) |         | León             |
| 14 | TĐ | Antonio de Nigris       | 1 tháng 4, 1978 (23 tuổi)   |         | Monterrey        |
| 15 | TV | Juan Pablo Rodríguez    | 7 tháng 8, 1979 (21 tuổi)   |         | Atlas            |
| 16 | TV | Joaquín Reyes           | 20 tháng 2, 1978 (23 tuổi)  |         | Santos           |
| 17 | HV | Ignacio Hierro          | 22 tháng 6, 1978 (23 tuổi)  |         | Atlante          |
| 18 | TV | Johan Rodríguez         | 15 tháng 8, 1975 (25 tuổi)  |         | Santos           |
| 19 | TĐ | Miguel Zepeda           | 25 tháng 5, 1976 (25 tuổi)  |         | Atlas            |
| 20 | TĐ | Ramon Morales           | 10 tháng 10, 1975 (25 tuổi) |         | Guadalajara      |
| 21 | TV | Jesús Arellano          | 8 tháng 5, 1973 (28 tuổi)   |         | Monterrey        |
| 22 | TM | Adrián Martínez         | 7 tháng 6, 1973 (28 tuổi)   |         | Santos           |

### Paraguay
Huấn luyện viên:  Sergio Markarián

| Số | VT | Cầu thủ                 | Ngày sinh (tuổi)            | Trận | Bàn | Câu lạc bộ       |
| -- | -- | ----------------------- | --------------------------- | ---- | --- | ---------------- |
| 1  | TM | Ricardo Tavarelli       | 7 tháng 1, 1973 (28 tuổi)   |      |     | Olimpia          |
| 2  | HV | Néstor Isasi            | 9 tháng 4, 1972 (29 tuổi)   |      |     | Guaraní          |
| 3  | HV | Juan Daniel Cáceres (c) | 6 tháng 10, 1973 (27 tuổi)  |      |     | Guaraní          |
| 4  | TV | Alfredo Amarilla        | 7 tháng 10, 1972 (28 tuổi)  |      |     | Sportivo Luqueño |
| 5  | HV | Daniel Sanabria         | 8 tháng 2, 1972 (29 tuổi)   |      |     | Libertad         |
| 6  | TV | Estanislao Struway      | 25 tháng 6, 1968 (33 tuổi)  |      |     | Libertad         |
| 7  | TV | Edgar Robles            | 25 tháng 11, 1977 (23 tuổi) |      |     | Libertad         |
| 8  | TV | Gustavo Morínigo        | 23 tháng 1, 1977 (24 tuổi)  |      |     | Libertad         |
| 9  | TĐ | Miguel Ángel Cáceres    | 6 tháng 6, 1978 (23 tuổi)   |      |     | Levante          |
| 10 | TV | Guido Alvarenga         | 24 tháng 8, 1970 (30 tuổi)  |      |     | Cerro Porteño    |
| 11 | TĐ | Virgilio Ferreira       | 24 tháng 8, 1970 (30 tuổi)  |      |     | Cerro Porteño    |
| 12 | TM | Justo Villar            | 30 tháng 6, 1977 (24 tuổi)  |      |     | Libertad         |
| 13 | TV | Luis Núñez              | 3 tháng 5, 1980 (21 tuổi)   |      |     | Sportivo Luqueño |
| 14 | HV | Pánfilo Escobar         | 7 tháng 9, 1974 (26 tuổi)   |      |     | Sportivo Luqueño |
| 15 | HV | Darío Verón             | 26 tháng 7, 1979 (21 tuổi)  |      |     | 12 de Octubre    |
| 16 | TV | Julio César Enciso      | 5 tháng 8, 1974 (26 tuổi)   |      |     | Olimpia          |
| 17 | TV | Silvio Garay            | 20 tháng 9, 1973 (27 tuổi)  |      |     | Cerro Porteño    |
| 18 | HV | Pedro Benítez           | 23 tháng 3, 1981 (20 tuổi)  |      |     | Sportivo Luqueño |
| 19 | TV | Emilio Martínez         | 10 tháng 4, 1981 (20 tuổi)  |      |     | Cerro Porteño    |
| 20 | TĐ | Julio Valentín González | 26 tháng 8, 1981 (19 tuổi)  |      |     | Guaraní          |
| 21 | HV | Denis Caniza            | 29 tháng 8, 1974 (26 tuổi)  |      |     | Lanús            |
| 22 | TĐ | Aristides Masi          | 14 tháng 1, 1977 (24 tuổi)  |      |     | Sportivo Luqueño |

### Perú
Huấn luyện viên: Julio César Uribe

| Số | VT | Cầu thủ                  | Ngày sinh (tuổi)            | Trận | Bàn | Câu lạc bộ                |
| -- | -- | ------------------------ | --------------------------- | ---- | --- | ------------------------- |
| 1  | TM | Óscar Ibáñez             | 8 tháng 8, 1967 (33 tuổi)   |      |     | Universitario             |
| 2  | HV | Walter Zevallos          | 15 tháng 4, 1973 (28 tuổi)  |      |     | FBC Melgar                |
| 3  | HV | José Soto                | 11 tháng 1, 1970 (31 tuổi)  |      |     | Alianza Lima              |
| 4  | HV | Martín Hidalgo           | 15 tháng 6, 1976 (25 tuổi)  |      |     | Sporting Cristal          |
| 5  | HV | Juan Pajuelo             | 23 tháng 9, 1974 (26 tuổi)  |      |     | Club Atlético Los Andes   |
| 6  | HV | Juan Francisco Hernández | 24 tháng 6, 1978 (23 tuổi)  |      |     | Juan Aurich               |
| 7  | TĐ | Abel Lobatón             | 23 tháng 11, 1977 (23 tuổi) |      |     | Universitario             |
| 8  | TV | Juan José Jayo (c)       | 20 tháng 1, 1973 (28 tuổi)  |      |     | Celta de Vigo             |
| 10 | TV | Julio Edson Uribe        | 9 tháng 5, 1982 (19 tuổi)   |      |     | Deportivo Maldonado       |
| 11 | HV | Darío Muchotrigo         | 17 tháng 12, 1970 (30 tuổi) |      |     | Unattached                |
| 12 | TM | Marco Flores             | 29 tháng 5, 1977 (24 tuổi)  |      |     | Alianza Lima              |
| 14 | TV | Jorge Soto               | 27 tháng 10, 1971 (29 tuổi) |      |     | Sporting Cristal          |
| 15 | HV | Santiago Salazar         | 2 tháng 11, 1975 (25 tuổi)  |      |     | Sporting Cristal          |
| 16 | TV | Pedro García             | 4 tháng 3, 1974 (27 tuổi)   |      |     | Alianza Atlético          |
| 18 | TĐ | Roberto Holsen           | 10 tháng 8, 1976 (24 tuổi)  |      |     | Sporting Cristal          |
| 19 | HV | Walter Vílchez           | 20 tháng 2, 1982 (19 tuổi)  |      |     | Unión Minas               |
| 20 | TV | José del Solar           | 28 tháng 11, 1967 (33 tuổi) |      |     | Universitario de Deportes |
| 21 | TM | Francisco Bazán          | 10 tháng 10, 1980 (20 tuổi) |      |     | Universitario de Deportes |
| 23 | TV | Luis Alberto Hernández   | 15 tháng 2, 1981 (20 tuổi)  |      |     | Alianza Lima              |
| 24 | TV | Gustavo Tempone          | 14 tháng 4, 1970 (31 tuổi)  |      |     | Sport Boys                |
| 25 | TĐ | Pedro Ascoy              | 10 tháng 8, 1980 (20 tuổi)  |      |     | Juan Aurich               |

## Bảng C

### Bolivia
Huấn luyện viên: Carlos Aragonés

| Số | VT | Cầu thủ                    | Ngày sinh (tuổi)            | Trận | Bàn | Câu lạc bộ           |
| -- | -- | -------------------------- | --------------------------- | ---- | --- | -------------------- |
| 1  | TM | Carlos Erwin Arias         | 18 tháng 2, 1980 (21 tuổi)  |      |     | Blooming             |
| 2  | TV | José Loayza                | 9 tháng 9, 1976 (24 tuổi)   |      |     | Jorge Wilstermann    |
| 3  | HV | Marco Sandy                | 29 tháng 8, 1971 (29 tuổi)  |      |     | Bolívar              |
| 4  | HV | Percy Colque               | 23 tháng 10, 1976 (24 tuổi) |      |     | The Strongest        |
| 5  | HV | Marcelo Carballo           | 7 tháng 12, 1974 (26 tuổi)  |      |     | Jorge Wilstermann    |
| 6  | TV | Raúl Justiniano            | 29 tháng 9, 1977 (23 tuổi)  |      |     | Blooming             |
| 7  | HV | Luis Gatty Ribeiro         | 1 tháng 11, 1979 (21 tuổi)  |      |     | Bolívar              |
| 8  | TV | Franz Calustro             | 9 tháng 3, 1974 (27 tuổi)   |      |     | Oriente Petrolero    |
| 9  | TĐ | Joaquín Botero             | 10 tháng 12, 1977 (23 tuổi) |      |     | Bolívar              |
| 10 | TV | Julio César Baldivieso (c) | 2 tháng 12, 1971 (29 tuổi)  |      |     | Cobreloa             |
| 11 | TĐ | Líder Paz                  | 2 tháng 12, 1974 (26 tuổi)  |      |     | The Strongest        |
| 12 | TM | Hamlet Barrientos          | 8 tháng 1, 1978 (23 tuổi)   |      |     | The Strongest        |
| 13 | TV | Wilson Escalante           | 6 tháng 5, 1977 (24 tuổi)   |      |     | Oriente Petrolero    |
| 14 | TV | Ronald García Nacho        | 17 tháng 12, 1980 (20 tuổi) |      |     | F.C. Alverca         |
| 15 | HV | Lorgio Álvarez             | 29 tháng 6, 1978 (23 tuổi)  |      |     | Blooming             |
| 16 | HV | Ronald Raldes              | 20 tháng 4, 1981 (20 tuổi)  |      |     | Oriente Petrolero    |
| 17 | HV | Eduardo Jiguchi            | 24 tháng 8, 1970 (30 tuổi)  |      |     | Bolívar              |
| 18 | TV | Limberg Gutiérrez          | 19 tháng 11, 1977 (23 tuổi) |      |     | Nacional de Football |
| 19 | TĐ | Milton Coimbra             | 4 tháng 5, 1975 (26 tuổi)   |      |     | Oriente Petrolero    |
| 20 | TV | Gonzalo Galindo            | 20 tháng 10, 1974 (26 tuổi) |      |     | Jorge Wilstermann    |
| 21 | TV | Richard Rojas              | 27 tháng 2, 1975 (26 tuổi)  |      |     | The Strongest        |
| 22 | TĐ | Roger Suárez               | 2 tháng 4, 1977 (24 tuổi)   |      |     | Oriente Petrolero    |

### Costa Rica
Huấn luyện viên: Alexandre Guimarães
| Số | Vt | Cầu thủ             | Ngày sinh (tuổi)            | Số trận | Câu lạc bộ         |
| -- | -- | ------------------- | --------------------------- | ------- | ------------------ |
| 1  | TM | Erick Lonnis        | 9 tháng 9, 1965 (35 tuổi)   |         | Saprissa           |
| 2  | HV | Jervis Drummond     | 8 tháng 9, 1976 (24 tuổi)   |         | Saprissa           |
| 3  | HV | Luis Marín          | 10 tháng 8, 1974 (26 tuổi)  |         | Alajuelense        |
| 4  | HV | Rónald González (c) | 8 tháng 8, 1970 (30 tuổi)   |         | Saprissa           |
| 5  | HV | Gilberto Martínez   | 1 tháng 10, 1979 (21 tuổi)  |         | Saprissa           |
| 6  | TV | Wilmer López        | 3 tháng 8, 1971 (29 tuổi)   |         | Alajuelense        |
| 7  | TĐ | Rolando Fonseca     | 6 tháng 6, 1974 (27 tuổi)   |         | Comunicaciones     |
| 8  | TV | Mauricio Solís      | 13 tháng 12, 1972 (28 tuổi) |         | Alajuelense        |
| 9  | TĐ | Paulo Wanchope      | 31 tháng 7, 1976 (24 tuổi)  |         | Manchester City    |
| 10 | TV | Walter Centeno      | 6 tháng 10, 1974 (26 tuổi)  |         | Saprissa           |
| 11 | TĐ | Rónald Gómez        | 24 tháng 1, 1975 (26 tuổi)  |         | OFI Crete          |
| 12 | TV | Robert Arias        | 18 tháng 3, 1980 (21 tuổi)  |         | Herediano          |
| 14 | HV | Austin Berry        | 5 tháng 4, 1971 (30 tuổi)   |         | Herediano          |
| 15 | HV | Harold Wallace      | 7 tháng 9, 1975 (25 tuổi)   |         | LD Alajuelense     |
| 16 | TV | Steven Bryce        | 16 tháng 8, 1977 (23 tuổi)  |         | Alajuelense        |
| 17 | TV | Hernán Medford      | 23 tháng 5, 1968 (33 tuổi)  |         | Necaxa             |
| 18 | TM | Lester Morgan       | 2 tháng 5, 1976 (25 tuổi)   |         | Herdiano           |
| 19 | TV | Rodrigo Cordero     | 4 tháng 12, 1973 (27 tuổi)  |         | Herdiano           |
| 20 | TĐ | William Sunsing     | 12 tháng 5, 1977 (24 tuổi)  |         | New Anh Revolution |
| 21 | HV | Reynaldo Parks      | 4 tháng 12, 1974 (26 tuổi)  |         | Tecos UAG          |
| 22 | HV | Carlos Castro       | 10 tháng 9, 1978 (22 tuổi)  |         | Alajuelense        |
| 23 | TM | Ricardo González    | 6 tháng 3, 1974 (27 tuổi)   |         | Alajuelense        |

### Honduras
Huấn luyện viên: Ramón Maradiaga

| Số | VT | Cầu thủ                | Ngày sinh (tuổi)            | Trận | Bàn | Câu lạc bộ          |
| -- | -- | ---------------------- | --------------------------- | ---- | --- | ------------------- |
| 1  | TM | Henry Enamorado        | 5 tháng 8, 1977 (23 tuổi)   |      |     | UNAH                |
| 2  | HV | Hesler Phillips        | 18 tháng 11, 1978 (22 tuổi) |      |     | UNAH                |
| 3  | HV | David Antonio Cárcamo  | 2 tháng 8, 1970 (30 tuổi)   |      |     | Victoria            |
| 4  | HV | Samuel Caballero       | 24 tháng 12, 1974 (26 tuổi) |      |     | Olimpia             |
| 5  | TV | Milton Reyes           | 2 tháng 5, 1974 (27 tuổi)   |      |     | Motagua             |
| 6  | TV | Oscar Lagos            | 17 tháng 6, 1973 (28 tuổi)  |      |     | Motagua             |
| 7  | TĐ | David Suazo            | 5 tháng 11, 1979 (21 tuổi)  |      |     | Cagliari            |
| 8  | TĐ | Marvin Brown           | 11 tháng 5, 1974 (27 tuổi)  |      |     | Vida                |
| 10 | TV | Julio César de León    | 13 tháng 9, 1979 (21 tuổi)  |      |     | Olimpia             |
| 13 | TV | Robel Bernárdez        | 6 tháng 8, 1972 (28 tuổi)   |      |     | Motagua             |
| 14 | TV | Mario César Rodríguez  | 31 tháng 7, 1975 (25 tuổi)  |      |     | Victoria            |
| 15 | TV | Ricky Denis García     | 27 tháng 7, 1971 (29 tuổi)  |      |     | Victoria            |
| 16 | TV | Reynaldo Pineda        | 6 tháng 8, 1978 (22 tuổi)   |      |     | Savio               |
| 17 | HV | Carlos Alexander Guity | 3 tháng 3, 1974 (27 tuổi)   |      |     | Vida                |
| 18 | TĐ | Saul Martínez          | 26 tháng 1, 1979 (22 tuổi)  |      |     | Motagua             |
| 19 | TV | Danilo Turcios         | 8 tháng 5, 1978 (23 tuổi)   |      |     | Deportivo Maldonado |
| 20 | TV | Amado Guevara (c)      | 2 tháng 5, 1976 (25 tuổi)   |      |     | Toros Neza          |
| 21 | HV | Limber Perez           | 26 tháng 7, 1976 (24 tuổi)  |      |     | UNAH                |
| 22 | TM | Noel Valladares        | 3 tháng 5, 1977 (24 tuổi)   |      |     | Motagua             |
| 23 | HV | Júnior Izaguirre       | 12 tháng 8, 1979 (21 tuổi)  |      |     | Motagua             |
| 24 | HV | Ninrod Medina          | 26 tháng 8, 1976 (24 tuổi)  |      |     | Tigrillos Saltillo  |
| 26 | HV | Leonardo Morales       | 8 tháng 10, 1975 (25 tuổi)  |      |     | Vida                |

### Uruguay
Huấn luyện viên: Víctor Púa

| Số | VT | Cầu thủ                  | Ngày sinh (tuổi)            | Trận | Bàn | Câu lạc bộ           |
| -- | -- | ------------------------ | --------------------------- | ---- | --- | -------------------- |
| 1  | TM | Gustavo Munúa            | 27 tháng 1, 1978 (23 tuổi)  |      |     | Nacional de Football |
| 2  | HV | Joe Bizera               | 17 tháng 5, 1980 (21 tuổi)  |      |     | Peñarol              |
| 3  | HV | Gonzalo Sorondo (c)      | 10 tháng 9, 1979 (21 tuổi)  |      |     | Defensor Sporting    |
| 4  | HV | Carlos Diaz              | 4 tháng 2, 1979 (22 tuổi)   |      |     | Defensor Sporting    |
| 5  | TV | Diego Pérez              | 18 tháng 5, 1980 (21 tuổi)  |      |     | Defensor Sporting    |
| 6  | HV | Pablo Lima               | 26 tháng 4, 1981 (20 tuổi)  |      |     | Danubio              |
| 7  | TV | Christian Callejas       | 17 tháng 5, 1978 (23 tuổi)  |      |     | Danubio              |
| 8  | TV | Andrés Martínez          | 16 tháng 10, 1972 (28 tuổi) |      |     | Defensor Sporting    |
| 9  | TV | Rodrigo Lemos            | 3 tháng 10, 1973 (27 tuổi)  |      |     | Bella Vista          |
| 10 | TV | Rubén Olivera            | 5 tháng 4, 1983 (18 tuổi)   |      |     | Danubio              |
| 11 | TĐ | Walter Guglielmone       | 11 tháng 4, 1978 (23 tuổi)  |      |     | Montevideo Wanderers |
| 12 | TM | Adrián Berbia            | 12 tháng 10, 1977 (23 tuổi) |      |     | Peñarol              |
| 13 | HV | Carlos Eduardo Gutiérrez | 25 tháng 12, 1976 (24 tuổi) |      |     | River Plate          |
| 14 | HV | Alejandro Curbelo        | 19 tháng 9, 1973 (27 tuổi)  |      |     | Montevideo Wanderers |
| 15 | TĐ | Carlos María Morales     | 1 tháng 3, 1970 (31 tuổi)   |      |     | Toluca               |
| 16 | HV | Jorge Anchén             | 17 tháng 8, 1980 (20 tuổi)  |      |     | Danubio              |
| 17 | HV | Julio Pablo Rodríguez    | 9 tháng 8, 1978 (22 tuổi)   |      |     | Huracán Buceo        |
| 18 | TV | Fabián Estoyanoff        | 27 tháng 9, 1982 (18 tuổi)  |      |     | Fénix                |
| 19 | TĐ | Javier Chevantón         | 12 tháng 8, 1980 (20 tuổi)  |      |     | Danubio              |
| 20 | TĐ | Richard Morales          | 21 tháng 2, 1975 (26 tuổi)  |      |     | Nacional de Football |
| 21 | TV | Sebastián Eguren         | 8 tháng 1, 1981 (20 tuổi)   |      |     | Montevideo Wanderers |
| 22 | TV | Claudio Dadomo           | 10 tháng 2, 1982 (19 tuổi)  |      |     | Montevideo Wanderers |